# Erdei pézsmaszarvas
Az erdei pézsmaszarvas (Moschus chrysogaster) az emlősök (Mammalia) osztályának párosujjú patások (Artiodactyla) rendjébe, ezen belül a pézsmaszarvasfélék (Moschidae) családjába tartozó veszélyeztetett faj.

## Előfordulása
Az erdei pézsmaszarvas Közép-Kína hegységeiben él, ezenkívül még megtalálható Kína déli és nyugati részein egészen a Himalájáig és Vietnám északi részéig.

## Alfajai
Két alfajt ismernek el:
- Moschus chrysogaster chrysogaster Hodgson, 1839 - Dél-Tibet.
- Moschus chrysogaster sifanicus Büchner, 1891 - Csinghaj, Kanszu, Ninghszia-Huj Autonóm Terület, Nyugat-Szecsuan és Északnyugat-Jünnan.

Az újabb DNS vizsgálatok szerint a fehérhasú pézsmaszarvast (Moschus leucogaster) ma már nem tekintik az erdei pézsmaszarvas alfajának, hanem egy külön fajnak.

## Megjelenése
Testhossza 70–100 centiméter, tömege: 11–18 kilogramm. Még a baknak sem nő agancsa, viszont felső szemfogai jól fejlettek és kinyúlnak a szájból. Erős és fejlett patáinak segítségével, könnyedén mozog a sziklás és köves élőhelyeken. A bak ivarszerve tájékán pézsmamirigy van, ami pézsmát termel.

## Életmódja
Hegyvidéki lombhullató és fenyőerdőkben él. Levelekkel, fűvel és néha gombákkal táplálkozik. Magányos életmódú állat, csak párzáskor alkotnak kisebb csapatokat, csordákat.

## Szaporodása
Vemhessége 185–195 napig tart, egy gidát hoz világra.